# Famille Le Tellier de Louvois
La famille Le Tellier est une famille noble française, anoblie en 1574, originaire de Chaville puis de Paris. 
Cette famille s'est illustrée sous l'Ancien Régime dans les domaines politique, ecclésiastique et militaire. 
Elle s'est éteinte en 1844.

## Histoire
La famille Le Tellier est originaire de Paris. Elle a formé deux branches, la branche cadette de Morsan, issue de l'oncle du chancelier Le Tellier, et la branche ainée des Chaville-Louvois, issue de Michel III Le Tellier, père du chancelier,, elle-même divisée en plusieurs rameaux.
Le premier auteur connu de cette famille, Pierre Le Tellier, fils d'un paysan de Chaville, était au début du XVIe siècle marchand bourgeois de Paris et tenancier de l'hôtellerie du Dauphin, rue Saint-Denis ou Saint-Martin, dans la paroisse Saint-Eustache de Paris (1er arrondissement), cette paroisse étant le berceau de cette famille. Michel II Le Tellier, petit-fils de Pierre Le Tellier, a été anobli en 1574. Il est le père de Michel III Le Tellier, auteur de la branche de Chaville et de Louvois, et de Charles Le Tellier, auteur de la branche de Morsan.
L’ascension de la famille est due à Michel IV Le Tellier qui fut présenté par le cardinal Mazarin au roi Louis XIII, qui le nomma secrétaire d’État à la Guerre en 1643. Dès lors, les Le Tellier, qui, déjà, exerçaient des fonctions juridiques, telles que maitre en la Chambre des comptes de Paris et conseiller en la Cour des aides de Paris, se trouvèrent nommés aux plus hauts postes administratifs du royaume de France. Cette ascension permit à un fils et à plusieurs filles de cette famille de contracter les plus belles alliances : Madeleine Le Tellier fut mariée au duc d'Aumont en 1660 ; Madeleine-Charlotte Le Tellier de Louvois s'unit en 1679 à François VIII de La Rochefoucauld ; Louis-François Le Tellier, marquis de Barbezieux, épousa en 1691 Louise-Catherine de Crussol ; Marguerite Le Tellier de Louvois devint, en 1694, l'épouse de Louis Nicolas de Neufville de Villeroy ; Anne-Catherine Le Tellier épousa en 1713 Charles Paul Sigismond de Montmorency-Luxembourg ; Marie-Madeleine Le Tellier fut mariée en 1717 à François d'Harcourt.
La famille de Souvré s'est éteinte dans celle des Le Tellier par le mariage de François Michel Le Tellier de Louvois et d'Anne de Souvré en 1662. Anne de Souvré descendait de Gilles de Courtenvaux de Souvré. C'est de cette famille que viennent les titres de marquis de Courtanvaux et de Souvré.
En 1737, Marie-Anne d'Estrées et Elisabeth-Rosalie d'Estrées, sœurs et héritières de Victor Marie d'Estrées, consentirent à ce que le fils de Marie-Anne, Louis-César Le Tellier de Louvois, prenne le nom et les armes d'Estrées, si bien qu'il fut, dès lors, connu sous le nom de comte, puis de maréchal d'Estrées.
Les Le Tellier de Louvois se sont éteints le 3 avril 1844, avec le décès d'Auguste-Michel Le Tellier de Louvois, marquis-pair de Louvois, qui avait épousé, le 8 août 1804, Athénaïs Grimaldi, princesse de Monaco.
Quant aux Le Tellier de Morsan, ils se sont éteints peu après 1775, avec le décès de Michel Le Tellier de Morsan,.

## Personnalités
- Michel Le Tellier (1603-1685), secrétaire d'État français de la Guerre (1643-1677), chancelier de France (1677-1685)
- François Michel Le Tellier de Louvois (1641-1691), secrétaire d'État français de la Guerre (1662-1691), fils de Michel Le Tellier
- Charles-Maurice Le Tellier (1642-1710), archevêque de Reims, fils de Michel Le Tellier
- Louis-Nicolas Le Tellier de Souvré (1667-1725), marquis de Souvré, lieutenant général en Béarn et Navarre, fils de Louvois
- Louis-François-Marie Le Tellier de Barbezieux (1668-1701), marquis de Barbezieux, chevalier de l'Ordre de Malte, secrétaire d'État français de la Guerre (1691-1701), fils de Louvois
- Camille Le Tellier de Louvois (1675-1718), abbé, membre de l'Académie française, fils de Louvois
- Louis Charles César Le Tellier (1695-1771), duc d'Estrées, maréchal de France, petit-fils de Louvois
- François-Louis Le Tellier (1704-1767), marquis de Souvré, lieutenant général des armées du roi, fils de Louis-Nicolas Le Tellier de Souvré
- François Michel César Le Tellier (1718-1781), marquis de Courtanvaux, duc de Doudeauville, membre de l'Académie des sciences en 1764, arrière-petit-fils de Louvois
- Louis-Sophie Le Tellier (1740-1785), marquis de Souvré, colonel du Royal-Roussillon en 1761, lieutenant général en Béarn et Navarre, fils de François-Louis Le Tellier de Souvré
- Auguste-Michel Le Tellier de Louvois (1783-1844)

## Généalogie
- Michel II Le Tellier (1544-1608), seigneur de Chaville, épouse Perrette Locquet (Michel II est le fils de Michel I Le Tellier, notaire au Châtelet de Paris et époux de Catherine Ganeron, Michel I étant le fils du marchand-bourgeois de Paris Pierre ou Mathieu Le Tellier)
  - Michel III Le Tellier (1575-1617), seigneur de Chaville et de Villacoublay, épouse Claude Chauvelin
    - Michel IV Le Tellier (1603-1685), secrétaire d’État de la Guerre, puis chancelier de France, épouse Élisabeth Turpin
      - François-Michel Le Tellier (1641-1691), marquis de Louvois, secrétaire d’État de la Guerre, épouse Anne de Souvré
        - Michel-François Le Tellier (1663-1721), marquis de Courtanvaux, épouse Marie-Anne-Catherine d’Estrées
          - François-Macé Le Tellier (1693-1719), marquis de Louvois, épouse Anne-Louise de Noailles
            - François-Michel-César Le Tellier (1718-1781), marquis de Montmirail et de Courtanvaux, duc de Doudeauville, épouse Louise-Antonine de Gontaut-Biron
              - Charles-François-César Le Tellier (1734-1764), marquis de Montmirail, épouse Charlotte-Bénigne Le Ragois de Bretonvilliers
                - Bénigne-Augustine Le Tellier (1764-1849), épouse Ambroise-Polycarpe de La Rochefoucauld, vicomte de La Rochefoucauld, duc de Doudeauville
                - Louise-Françoise Le Tellier (1765-1834), gouvernante du roi de Rome, épouse Élisabeth-Pierre de Montesquiou, baron, puis comte de Montesquiou-Fezensac

              - Félicité-Louise Le Tellier (1736-1768), épouse Louis-Alexandre-Céleste d'Aumont, duc de Villequier

          - Louis-Charles-César Le Tellier (1695-1771), maréchal-duc d’Estrées, épouse Anne-Catherine de Champagne-La-Suze, puis Adélaïde-Félicité Brûlart de Sillery

        - Madeleine-Charlotte Le Tellier (1665-1735), épouse François VIII, duc de La Rochefoucauld
        - Louis-Nicolas Le Tellier (1667-1725), marquis de Souvré, épouse Catherine-Charlotte de Pas de Feuquières
          - François-Louis Le Tellier (1704-1767), marquis de Louvois, épouse Françoise-Gabrielle de Brancas-Céreste, puis Jeanne-Françoise Dauvet des Marets, puis Félicité de Sailly
            - Françoise-Aglaé-Sylvie Le Tellier (1727-1778), fille de Jeanne-Françoise Dauvet des Marets, épouse Alexandre-Louis, marquis de Saint-Chamans
            - Gabrielle-Flore Le Tellier (1728-1760), fille de Jeanne-Françoise Dauvet des Marets, épouse Louis-Hector, marquis de Sailly
            - Amable-Émilie-Gabrielle Le Tellier (1732-1759), fille de Jeanne-Françoise Dauvet des Marets, épouse Jean-Baptiste-Calixte, comte de Montmorin-Saint-Hérem
            - Louis-Sophie Le Tellier (1740-1785), fils de Félicité de Sailly, marquis de Louvois, épouse Claudine-Louise Gagnat de Logny, puis Hermonia-Cornélia de Wriezen, baronne d'Hussel, puis Marie-Jeanne-Victoire de Bombelles, veuve de Constantin, landgrave de Hesse-Rheinfels-Rotenburg
              - Auguste-Michel-Félicité Le Tellier (1783-1844), fils de Marie-Jeanne-Victoire de Bombelles, dernier Le Tellier marquis de Louvois, épouse Athénaïs-Euphrosine-Louise-Philippine Grimaldi, princesse de Monaco

          - Charlotte-Félicité Le Tellier (1708-1783), épouse Louis-Philogène Brûlart, marquis de Puysieulx et de Sillery, secrétaire d'État des Affaires étrangères

        - Louis-François-Marie Le Tellier (1668-1701), marquis de Barbezieux, secrétaire-d’État de la Guerre, épouse Catherine-Louise-Marie de Crussol, puis Marie-Thérèse-Delphine-Eustochie d’Alègre
          - Anne-Catherine-Éléonore Le Tellier (1692-1716), fille de Catherine-Louise-Marie de Crussol, épouse Charles Paul Sigismond de Montmorency-Luxembourg, duc de Châtillon et duc d’Olonne
          - Marie-Madeleine Le Tellier (1698-1735), fille de Marie-Thérèse-Delphine-Eustochie d’Alègre, épouse François, maréchal-duc d’Harcourt (ancêtres de l'impératrice Élisabeth d'Autriche, de Léopold III de Belgique et de leurs descendants)
          - Louise-Françoise-Angélique Le Tellier (1700-1719), fille de Marie-Thérèse-Delphine-Eustochie d’Alègre, épouse Emmanuel-Théodose de La Tour d’Auvergne, duc de Bouillon, d’Albret et de Château-Thierry

        - Camille Le Tellier (1675-1718), abbé de Louvois, membre de l’Académie française
        - Marguerite Le Tellier (1678-1711), épouse Louis-Nicolas de Neufville-Villeroy, duc de Villeroy

      - Charles-Maurice Le Tellier (1642-1710), archevêque-duc de Reims
      - Madeleine-Fare Le Tellier (1646-1668), épouse Louis-Marie-Victor d’Aumont, duc d’Aumont (ancêtres d'Honoré V, prince de Monaco et de tous les princes de Monaco qui lui ont succédé)

    - Claudine Le Tellier (1604-1644), épouse Jean-Baptiste Colbert de Saint-Pouange et Villacerf, cousin germain du père du Grand Colbert
    - Louise Le Tellier (1611-1664), prieure de Ville-l'Évêque à Paris
    - Madeleine Le Tellier (1613-1649), épouse Gabriel de Cassagnet et Tilladet (parents de Michel Cassagnet de Tilladet, évêque de Mâcon et de Clermont)

  - Charles Le Tellier (1580-1635), seigneur de Morsan, épouse Catherine Vaillant de Guélis
    - Charles Le Tellier (d 1662), seigneur de Morsan
    - Antoine-René Le Tellier (1609-1681), seigneur de Morsan, épouse Françoise Briçonnet de Glatigny
      - Madeleine Le Tellier (1634-1730), épouse Germain-Christophe de Thuméry
      - Charles Le Tellier (1654-1702), épouse Falvie Pécoil de La Ville-Dieu
        - Michel Le Tellier (d après 1775), seigneur de Morsan, maître des requêtes
        - Claude-François Le Tellier (1685-1757), chevalier de Saint-Louis, épouse Jeanne-Louise Hocquart, puis Antoinette-Marie-Angélique Morel de Vindé
          - Armande-Catherine-Claudine Le Tellier (1756-1819), fille d’Antoinette-Marie-Angélique Morel de Vindé, épouse Claude-Jean-Michel Berbier du Metz, comte de Rosnay
          - Angélique-Claudine-Marie Le Tellier (d 1808), fille d’Antoinette-Marie-Angélique Morel de Vindé, épouse Auguste Nicolas de Saint-Genis, seigneur de Luxémont

      - Adrien-Claude Le Tellier (1636-1721), chevalier de l’ordre de Malte
      - François-René Le Tellier (1659-1686), épouse Marie-Anne Chevalier de Courtavant
        - Jean-Charles Le Tellier, seigneur d’Oiseu

    - Jacques Le Tellier (d 1656), maître en la Chambre des comptes
    - Nicolas Le Tellier (d après 1644), bourgeois de Paris, épouse Girarde Prothé
      - Pierre Le Tellier (c. 1637- avant le 22 juillet 1685), bourgeois de Paris, voiturier par terre, épouse Marie Chevalier
        - Pierre-François Le Tellier (1663-1741), épouse, à Paris, en 1685, Claude Buselin, puis, le 7 janvier 1700, à Québec, Marie-Anne Le Roux de La Saigne, auteur de la branche canadienne de la famille qui existe encore

    - Marie Le Tellier (b 1616)
    - Catherine Le Tellier (d 1670), épouse Étienne de Creil du Moutiers

## Armorial
| Blason | Blasonnement : D'azur, à trois lézards d'argent posés en pal, au chef cousu de gueules à trois étoiles d'or |

| Blason | Blasonnement : Le Tellier de Louvois et de Souvré : Écartelé aux 1 et 4 D'azur, à trois lézards d'argent posés en pal, au chef cousu de gueules à trois étoiles d'or qui est Le Tellier, aux 2 et 3 d'azur à cinq cotices d'or qui est de Souvré. |

| Blason | Blasonnement : Louis Charles César Le Tellier d'Estrées : Écartelé: aux 1 et 4, d'azur, à trois lézards d'argent, posés en pals, rangés en fasce, au chef de gueules, ch. de trois étoiles d'or (Le Tellier) ; au 2 contre-écartelé : aux a et d, d'argent fretté de sable, au chef d'or chargé de trois merlettes du second (Estrées) ; aux b et c, d'argent, au lion armé lampassé et couronné de gueules (La Cauchie) ; au 3, d'azur, à cinq cotices d'or (Souvré). |

| Blason | Blasonnement : Adolphe de La Salle (adopté par le dernier Le Tellier, marquis de Louvois) : Écartelé : aux 1 et 4, d'azur, à trois lézards d'argent, posés en pals, rangés en fasce, au chef de gueules, chargé de trois étoiles d'or (Le Tellier) ; aux 2 et 3, d'azur, à cinq cotices d'or (Souvré) ; sur-le-tout écartelé, 1 et 4 d'azur à une tour d'or ouverte et ajourée du champ (La Salle) ; 2 et 3 d'argent à un cerf rampant d'azur (Stretler de Gestad). |

## Terres
Seigneurs de Baugy, de Beaulieu, de Bourgueil, de Chaville, de Chigny-les-Roses, de Choisy-le-Roi, de Cœuvres, de  L'Étang, de Germaine, de La Grange-Dame-Rose, d'Iscour, de La Ferté-Gaucher, de La Fourchelle, de Laignes, de La Neuville-en-Chaillois, de La Planchette, de Ludes, de Maraye, de Maulnes, de Meudon, de Montfort, de Morsan, de Mutry, de Neuvy-Deux-Clochers, de Neuvy-en-Dunois, de Nicey, d'Oiseu, de Pécy, de Préveranges, de Rébénacq, de Rigny, de Sarbruches, de Soisac, de Tauxières, de La Tour de Vesvres, d'Ursine, de Vaudemange, de Vauluisant, de Vauzillon, de Vélizy, de Vertuelle, de Verzenay, de Villacoublay et de Viroflay.

## Titres
- Baron d'Ancy-le-Franc
- Baron de Cruzy
- Baron de Culan
- Baron de La Ferté-Gaucher
- Baron de Pacy-sur-Armançon
- Comte de Beaumont (près de Montmirail, Marne)
- Comte de Tonnerre[d]
- Comte Le Tellier (sous l'Empire)
- Marquis de Barbezieux
- Marquis de Courtanvaux[e],[f]
- Marquis de Louvois (1624)
- Marquis de Montmirail
- Marquis de Souvré
- Duc de Doudeauville
- Duc d'Estrées[g] (1763)
- Grand d'Espagne de première classe

## Châteaux et demeures
- Château d'Ancy-le-Franc (Yonne)
- Château de Bagatelle (Bois-de-Boulogne, Paris)
- Château de Barbezieux (Charente)
- Château de Beaumont (près de Montmirail, Marne)
- Château de Bourgon (Mayenne)
- Château de Chaville (Hauts-de-Seine)
- Château de Choisy-le-Roi (Val-de-Marne)
- Château de Cœuvres (Aisne)
- Château de Courtanvaux (Bessé-sur-Braye, Sarthe)
- Château de Culan (Cher)
- Château d'Iscour (Marne)
- Château de La Planchette (Mignerette, Loiret)
- Château de La Tour de Vesvres (Cher)
- Château de l'Étang (Marnes-la-Coquette, Hauts-de-Seine)
- Château de Louvois (Marne)
- Château de Maulnes (Cruzy-le-Châtel, Yonne)
- Château de Meudon (Hauts-de-Seine)
- Château de Montfort (Montigny-Montfort, Côte d’Or)
- Château de Montmirail (Marne)
- Château de Pacy-sur-Armançon (Yonne)
- Château de Souvré (Neuvy-en-Champagne, Sarthe)

## Portraits
Un ensemble de portraits Louvois provenant du château d'Ancy le Franc a été donné en 1924 par Ferdinand Louis de La Salle à la ville d'Auxerre et est aujourd'hui exposé au Musée Leblanc-Duvernoy d'Auxerre,,.